# Chrysler CCV
 (mars 2024).
Si vous disposez d'ouvrages ou d'articles de référence ou si vous connaissez des sites web de qualité traitant du thème abordé ici, merci de compléter l'article en donnant les références utiles à sa vérifiabilité et en les liant à la section « Notes et références ».
La Chrysler CCV (CCV signifie Composite Concept Vehicle) est un concept car conçu par Bryan Nesbitt pour illustrer de nouveaux moyens de construction adaptés aux pays en développement.

## Description
La voiture est une berline 4 portes assez haute et spacieuse, de dimensions modestes. Les concepteurs de Chrysler notent qu'ils ont été inspirés pour créer une Citroën 2CV modernisée.
La Chrysler CCV comporte une carrosserie en plastique moulé par injection avec un toit en tissu et un moteur 2 cylindres refroidi par air entraînant les roues avant. Elle a été conçue pour être bon marché et facile à fabriquer dans les pays où les infrastructures de transport et de services publics sont médiocres et où l'accès à de la main-d'œuvre qualifiée et essentiel est minimal. La simplicité de la voiture aurait assuré la longévité et la fiabilité dans des conditions difficiles, et aurait permis aux propriétaires d'effectuer facilement leurs propres travaux de maintenance et de réparation. Malgré sa construction légère, la CCV a bien réussi aux essais de collision avant et arrière, bien que son manque de soutien structurel dans les portes et les montants latéraux aurait empêché ses ventes sur les marchés du premier monde.
La CCV a initialement été développée au milieu des années 1990 et destinée à la production[réf. nécessaire], à commencer par une opération de coentreprise en Chine. Cependant, des problèmes logistiques avec le processus de moulage par injection se sont combinés avec la rationalisation qui s'est produite après le rachat en 1998 de Chrysler par Daimler-Benz pour tuer efficacement le projet. Les techniques développées pour fabriquer les carrosseries de la CCV ont finalement été utilisées dans la production des capots en plastique rigides du Jeep Wrangler[réf. nécessaire].
Bien que le projet CCV ait essentiellement été terminé en 1998, Chrysler Group continue d'exposer activement les nombreux prototypes produits dans divers lieux, notamment au Museum of Modern Art de New York en 2000.